# عدسک آبی ریز
عدسک آبی ریز (نام علمی: Lemna minuta) نام یک گونه از سرده عدسک آبی است.